# Aquin (Haïti)
Pour les articles homonymes, voir Aquin.
 (novembre 2021).
La mise en forme du texte ne suit pas les recommandations de Wikipédia : il faut le « wikifier ».
Les points d'amélioration suivants sont les cas les plus fréquents. Le détail des points à revoir est peut-être précisé sur la page de discussion.
- Les titres sont pré-formatés par le logiciel. Ils ne sont ni en capitales, ni en gras.
- Le texte ne doit pas être écrit en capitales (les noms de famille non plus), ni en gras, ni en italique, ni en « petit »…
- Le gras n'est utilisé que pour surligner le titre de l'article dans l'introduction, une seule fois.
- L'italique est rarement utilisé : mots en langue étrangère, titres d'œuvres, noms de bateaux, etc.
- Les citations ne sont pas en italique mais en corps de texte normal. Elles sont entourées par des guillemets français : « et ».
- Les listes à puces sont à éviter, des paragraphes rédigés étant largement préférés. Les tableaux sont à réserver à la présentation de données structurées (résultats, etc.).
- Les appels de note de bas de page (petits chiffres en exposant, introduits par l'outil «  Source ») sont à placer entre la fin de phrase et le point final[comme ça].
- Les liens internes (vers d'autres articles de Wikipédia) sont à choisir avec parcimonie. Créez des liens vers des articles approfondissant le sujet. Les termes génériques sans rapport avec le sujet sont à éviter, ainsi que les répétitions de liens vers un même terme.
- Les liens externes sont à placer uniquement dans une section « Liens externes », à la fin de l'article. Ces liens sont à choisir avec parcimonie suivant les règles définies. Si un lien sert de source à l'article, son insertion dans le texte est à faire par les notes de bas de page.
- La présentation des références doit suivre les conventions bibliographiques. Il est recommandé d'utiliser les modèles {{Ouvrage}}, {{Chapitre}}, {{Article}}, {{Lien web}} et/ou {{Bibliographie}}. Le mode d'édition visuel peut mettre en forme automatiquement les références.
- Insérer une infobox (cadre d'informations à droite) n'est pas obligatoire pour parachever la mise en page.

Pour une aide détaillée, merci de consulter Aide:Wikification.
Si vous pensez que ces points ont été résolus, vous pouvez retirer ce bandeau et améliorer la mise en forme d'un autre article.
 (novembre 2021).
Aquin (en créole haïtien : Aken) est une ville portuaire et commune d'Haïti située dans le département du Sud. Elle est également le chef-lieu de l'arrondissement d'Aquin. Elle se trouve au sud de l'île de Saint-Domingue (l'île d'Haïti), à 37 km à l'est-nord-est des Cayes par vol d'oiseau et 55 km par voie terreste.
Cependant la distance du vol d'oiseau entre Aquin et Port-au-Prince est de 
89 km et 137 km par voie terreste
En 1950, sa population était de 41 716 habitants. Sa population est estimée à 94 773 habitants en 2009.
La ville est connue pour sa diversité culturelle et son fort métissage.

## Géographie
Plusieurs petites rivières y coulent, et sur une île au milieu de l'une d'elles se trouvent les ruines d'un ancien fort anglais.

## Démographie
La commune est peuplée de 94773 habitants (recensement par estimation de 2009).

## Administration
La commune est composée de 10 sections communales de :
- Macéan (dont le quartier « Vieux-Bourg d'Aquin ») C'est la première section communale d'Aquin, elle contient les quartiers en dehors du Vieux Bourg d'Aquin, tels que: Plaine Dassema, Quartier, Carrefour 44, Saint Castor, « Masseillan », Mélinette, Pascal, Dabon, Basse Terre, Duverger, Citron, Clos, Boucan Mapou, Baptiste, Ticoma, La Rou Pays, Labardie, Morne Duverger, Calvaire Miracle, Morne Michau, Duverger, Tete L'Etang, Lucrèce, Morne Dubois, Maducaque et Grondel.

### Limites de Macéan
Macéan, autrement doté du nom de la Plaine d'Aquin, est limité au nord-ouest par Mare à Coiffe, au Nord par Bellevue, au Nord-est par La Colline, à l'Ouest par Brodequin, à l'Est par Flamands et au Sud par la Mer des Caraïbes. La superficie de Macéan est de 83.25 km² sa population est de 7076 habitants en 2015.
- Bellevue
- Brodequin
- Flamands
- Mare-à-Coiffe
- La Colline : située dans le département du Sud, plus précisément dans l'arrondissement d'Aquin. Elle est la plus grande des sections communales et du plus seul grand quartier d’Aquin: Vieux-Bourg d’Aquin. Elle est bornée au nord par Fond-des-nègres, au sud par Flammant, à l’est par Fond-des-Blancs, et à l’ouest par Carrefour-La-colline qui est la porte d’entrée de cette sixième section.
- Fond-des-Blancs dont le quartier « Fonds-des-Blancs » comptant une population d'origine diverse (Africaine, Européenne, Indienne, Asiatique, quoique les descendants des Polonais soient majoritaires) et on compte un fort taux de métissage comparé au reste de l'île) est devenue commune (v. l'article Fond-des-Blancs).
- Guirand
- Frangipane
- Colline-à-Mongons

## Histoire
C'est dans cette commune qu'a eu lieu le dernier combat entre Rigaud et Toussaint, prinicipalement dans le quartier de  de Vieux-Bourg d'Aquin
Aquin est l'une des villes les plus anciennes du pays, existant depuis le XVe siècle, elle est d’origine indienne. A cette époque, elle portait le nom de Yaquimo. Sa date d’élévation au rang de commune n’est pas connue, les Espagnols arrivés en 1492 déplacèrent la ville de l’endroit où elle se trouvait (à l’époque indienne) pour la placer du côté de Gros-Lime, là où les rivières de Boirond et de Brodequin se rencontrèrent. Laissée plus tard aux Français, ces derniers l’ont appelée Aquin.
C’est une ville avec beaucoup de belles plages, un tres bon climat, beaucoup de citron, de café, de cacao et de noix de coco. C’est l’une des plus belles villes du pays.
.
La commune connait un séisme de magnitude de 7,5, le 14 août 2021, qui a détruit beaucoup de maisons et fait 10 morts environ. Le centre-ville est fortement touché, plusieurs maisons détruites sans oublier ses sections communales[style à revoir][réf. nécessaire].

## Économie
Le port exporte du tabac, du sucre de canne, du café, du bois ainsi que du coton,
Réputé dans le domaine de la pêche, En 2017 les autorités ont inauguré un débarcadère à Aquin pour continuer de fournir les fruits de mer dans les meilleures conditions.

## Éducation
La commune comporte plusieurs écoles, Collège Notre Dame du Sacré-Coeur d'Aquin est la première école ayant avoir tous les cycles à savoir le kindergarten, le fondamentale, et le secondaire. Avenirs de la Société Haïtienne - ASH est une association qui organise les activités à base éducative et instructive pour les écoliers comme conférence, Génie, etc..

### Liste de quelques écoles
- École Notre Dame du Sacré-Coeur
- Lycée Pierre Sully
- Collège Saint-Thomas d'Aquin
- Collège Rénovateur
- Collège Fraternité de Vieux-Bourg
- Quina college
- École Yanetty
- École MEBSH d'Aquin
- École Armée du Salut d'Aquin
- École Notre-Dame de la Mer
- École Nationale de Garçons
- École Mixte Télusma de Vieux Bourg d'Aquin
- École Bon Samaritain d'Aquin
- École le Rossignol

## Événements, culture, tourisme
Tous les ans depuis l'année 2008, la Fondation Aquin solidarité (FAS) organise un évènement très influent dans cette commune dénommée « Destination Aquin, Festival international Musiques et Danses traditionnelles ». Il réunit beaucoup d'artiste de divers continent du monde.
L'organisation de cet évènement, dans la plus grande ville du pays en thème de superficie, est très bénéfique pour le touriste dans le département du sud.

## Santé
La commune d'Aquin possède des soins sanitaires de qualités, au centre ville il y a un hôpital public dénommé Centre hospitalier de référence d'Aquin, et on trouve aussi Clavila Clinique. A Vieux-Bourg d'Aquin nous pouvons remarquer les services de l’Hôpital Charles Passoie.

## Personnalités publiques
- David Saint-Preux (ancien député)[10].
- Eden Berandoive (Miss Haïti 2020)[11].
- Jean Robert Bossé (député à la 50e législature)[12].
- Obed Sindy (1992-), éducateur orienté en sciences sociales et conférencier, est né à Aquin.
- Suzy Castor (1936-), historienne et militante haïtienne, est née à Aquin.

## Transports
La route nationale 2 allant de Port-au-Prince aux Cayes la traverse de part en part.
Aquin est aussi traversée par la route départementale 401 et la route départementale 203.